# The Tribute: Battle of the Bands
The Tribute: Battle of the Bands is een Nederlands televisieprogramma dat sinds 2022 jaarlijks in januari en februari wordt uitgezonden door SBS6. Het programma is een muziekcompetitie voor tributebands die strijden om een podiumplek bij het concert The Tribute - Live in Concert in de Ziggo Dome. Dit concert vindt plaats in april. De presentatie van het programma en het concert was in handen van Gerard Ekdom; vanaf het vierde seizoen wordt de presentatie overgenomen door Johnny de Mol. De jury bestaat uit Cesar Zuiderwijk, Angela Groothuizen en Spike.
Het eerste seizoen ging van start op 15 januari 2022 en eindigde in februari met de finale. Wegens goede kijkcijfers werd het programma verlengd met meerdere seizoenen.

## Format
In het programma gaan verschillende tributebands de zangstrijd met elkaar aan om de titel 'beste tributeband' en een podiumplek tijdens het concert The Tribute - Live in Concert in de Ziggo Dome te winnen. Dit concert vindt een aantal maanden na de uitzendingen plaats. Het concert wordt in juli uitgezonden.
De kandidaten worden beoordeeld door een driekoppige jury die allen in een muziekband actief zijn of waren. De jury bestaat uit Cesar Zuiderwijk van de band Golden Earring, Angela Groothuizen van de meidengroep Dolly Dots en Spike van de band DI-RECT.

## Seizoensoverzicht
| Seizoen | Uitzendtijden              | Aantal afleveringen | Start seizoen   | Start seizoen | Einde seizoen    | Einde seizoen | Gemiddelde kijkcijfers |
| Seizoen | Uitzendtijden              | Aantal afleveringen | Datum           | Kijkcijfers   | Datum            | Kijkcijfers   | Gemiddelde kijkcijfers |
| ------- | -------------------------- | ------------------- | --------------- | ------------- | ---------------- | ------------- | ---------------------- |
| 1       | Zaterdag 20:00 – 21:30 uur | 6                   | 15 januari 2022 | 656.000       | 19 februari 2022 | 668.000       | 627.667                |
| 2       | Zaterdag 20:00 – 21:30 uur | 6                   | 7 januari 2023  | 665.000       | 11 februari 2023 | 1.026.000     | 742.167                |
| 3       | Zaterdag 20:00 – 21:30 uur | 7                   | 6 januari 2024  | 1.066.000     | 17 februari 2024 | 1.288.000     | 1.134.714              |
| 4       | Zaterdag 20:00 – 21:30 uur | 8                   | 18 januari 2025 | 1.310.000     | 8 maart 2025     | 1.320.000     | 1.334.500              |

## Winnaars
| Seizoen | Jaar | 1e plaats (winnaar)                            | 2e plaats (winnaar)                                                           | 3e plaats (winnaar)                    | 4e plaats (winnaar)                        | 5e plaats (runner-up)                             | 6e plaats                            |
| ------- | ---- | ---------------------------------------------- | ----------------------------------------------------------------------------- | -------------------------------------- | ------------------------------------------ | ------------------------------------------------- | ------------------------------------ |
| 1       | 2022 | Queen Must Go On (Queen)                       | Billy Joel Experience (Billy Joel)                                            | Brucified (Bruce Springsteen)          | Rootsriders (Bob Marley)                   | The Eagles Legacy (Eagles)                        | Iva Wonder (Stevie Wonder)           |
| 2       | 2023 | Bouke & The Elvis Matters Band (Elvis Presley) | The Chicago Funk (tijdens de show Earth, Wind and Fires) (Earth, Wind & Fire) | Starman (David Bowie)                  | U2two (U2)                                 | The Neil Diamond Project (Neil Diamond)           | Diva Turner (Tina Turner)            |
| 3       | 2024 | Bee Gees Forever (Bee Gees)                    | The Fortunate Sons (Creedence Clearwater Revival)                             | Brothers of Blues (The Blues Brothers) | Sinatra by Douglas & BOSCO (Frank Sinatra) | Totally Spice (Spice Girls)                       | Phil Bee Cocker Band (Joe Cocker)    |
| 4       | 2025 | Treasure (Bruno Mars)                          | Someone Like Her (Adele)                                                      | Mr. Jones & Just In Case (Tom Jones)   | ACinDC (AC/DC)                             | Guus Meeuwis Tribute Band (Guus Meeuwis & Vagant) | The Lou Rawls Experience (Lou Rawls) |

De vier hoogst geplaatste bands gelden als de winnaars van het seizoen. In alle drie de seizoenen won de eerste plek een optreden in de Ziggo Dome van een uur; de tweede plek mocht 45 minuten spelen; de derde plek was goed voor een speeltijd van 30 minuten; en de vierde plek opende de show met een optreden van 15 minuten.

## Achtergrond
Het eerste seizoen van het programma ging van start op zaterdagavond 15 januari 2022, de aflevering werd bekeken door 656.000 kijkers en was daarmee het zestiende best bekeken programma van die dag. Het eerste seizoen bestond uit zes aflevering en sloot op 19 februari 2022 af met 668.000 kijkers.
Mede door de relatief goede kijkcijfers werd het programma verlengd met een tweede seizoen die in het voorjaar van 2023 van start ging. Met de finale van het tweede seizoen ging het programma voor het eerst over de grens van één miljoen kijkers; de finale-uitzending werd bekeken door 1.026.000 kijkers en was daarmee het vierde best bekeken programma van die dag. Het programma werd vervolgens verlengd met een derde seizoen.

### Versies
Op 7 september 2023 werd bekend dat het format van The Tribute: Battle of the Bands voor het eerst door Talpa verkocht werd aan het buitenland. De eerste internationale versie van het programma landt in Duitsland bij de Duitse zender Sat.1 en heet - anders dan in Nederland - 'The Tribute - The Show of the music Legends'. Net als de Nederlandse versie geven de beste vier bands van deze versie een finaleconcert. Dit vindt in oktober plaats op het RuhrCongress in Bochum.
| Land      | Vanaf | Titel                                 | Netwerk                       | Zender |
| --------- | ----- | ------------------------------------- | ----------------------------- | ------ |
| Nederland | 2022  | The Tribute: Battle of the Bands      | Talpa Network                 | SBS6   |
| Duitsland | 2024  | The Tribute - The Show of the Legends | Seven.One Entertainment Group | Sat.1  |